# Belgian Blue

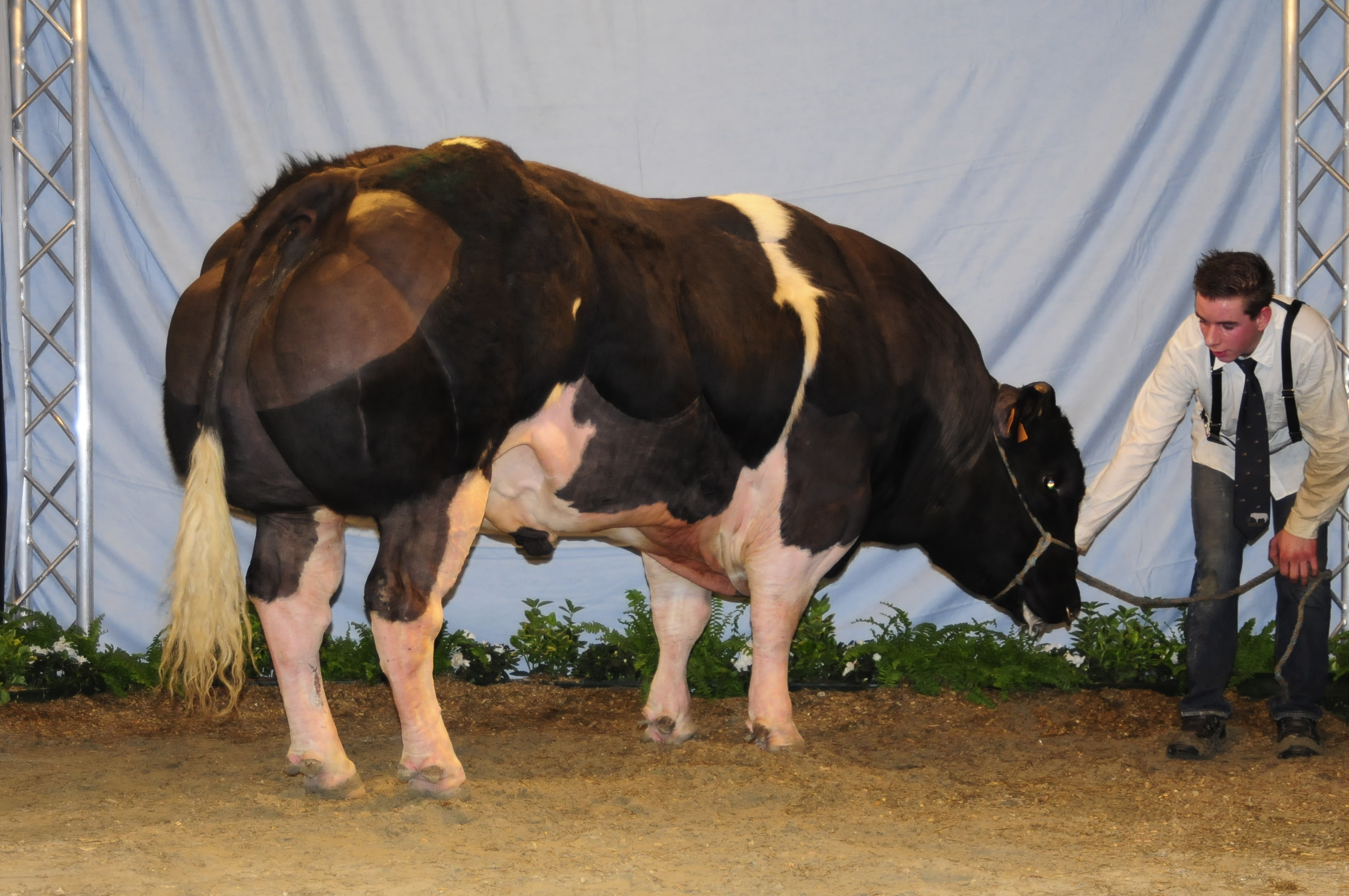
Toro Belgian Blue

Belgian Blue o azul belga es una raza de ganado de Bélgica. Por su aspecto musculoso es conocida como "doble musculatura". Este ganado se denomina en francés como Race de la Moyenne et Haute Belgique, o más comúnmente, Blanc Bleu Belge.
El fenotipo de doble musculatura es una condición hereditaria que resulta en el aumento del número de fibras musculares (hiperplasia) en lugar de la ampliación normal de las fibras musculares individuales (hipertrofia).
Este rasgo particular es compartida con otra raza de ganado conocido como Piedmontese (cattle) Ambas razas tienen una mayor capacidad para convertir el alimento en músculo magro, lo que provoca que la carne de estas razas particulares de tener un contenido de grasa reducido. El azul belga debe su nombre a su color de pelo moteado normalmente de color gris azulado, sin embargo su color puede variar de blanco a negro.

## Historia
La condición fue documentada por primera vez en 1808 por un estudioso de la ganadería llamado George Culley.  La raza se originó en el centro y la parte superior Bélgica en el siglo XIX, desde el cruce de razas locales con un Shorthorn del Reino Unido. También es posible cruzas con la raza charolesa.  La raza moderna carne vacuna fue desarrollada en la década de 1950 por el profesor Hanset, trabajando en un centro de inseminación artificial  de Lieja. La  mutación genética característica de esta raza se mantuvo a través de la consanguinidad de sus cruzas hasta el punto que la condición era una propiedad fija en la raza azul belga.

## Características de la raza
El azul belga tiene una mutación natural en el gen que codifica para la proteína, miostatina ("mio", que significa músculo y "estatinas", que significa detener).  La miostatina es una proteína que actúa para inhibir el desarrollo muscular. Esta mutación también interfiere con la deposición de grasa, lo que resulta en una carne muy magra. El gen de la miostatina truncado es incapaz de funcionar con su capacidad normal, lo que resulta en el crecimiento muscular acelerado. El crecimiento del músculo se debe principalmente a los cambios fisiológicos en las células musculares del animal (fibras) que pasa de la hipertrofia habitual a un modo de hiperplasia. Este tipo particular de crecimiento se ve temprano en el feto de una presa embarazada, lo que resulta en un ternero que nace con dos veces el número de fibras musculares en el nacimiento de un ternero sin mutación del gen de la miostatina. Además el peso al nacer de un recién nacido de ternera con dobles músculos en comparación con un ternero normal es significativamente mayor. 
Las reses azul belga tienen una conversión alimenticia mejorado debido al menor consumo de alimento en comparación con el aumento de peso. La capacidad de estos animales ha mejorado se debe a una alteración de la composición de la ganancia de peso corporal que incluye aumento de proteínas y la disminución de los depósitos de grasa. La estructura ósea del azul belga es lo mismo que una vaca normal, aunque con una mayor cantidad de músculo, lo que los lleva a tener una mayor carne en relación con los huesos. Estos animales tienen un rendimiento muscular de alrededor de 20% más en promedio que el ganado sin la mutación genética de la miostatina.  Debido al aumento de músculo de esta raza dio una dieta que contiene mayor contenido de proteína se requiere para compensar el modo alterado de ganar peso.  Esta raza requiere de gran energía (concentrado) en su alimento, y no se obtendrán los mismos resultados si se pone en una dieta alta en fibra.

## Partos
Estas vacas con dobles músculos pueden experimentar distocia (un parto difícil), debido a un canal de parto estrecho.  Además de las dimensiones pélvicas reducidas de la presa, el peso al nacer del ternero y la anchura se incrementan, lo que hace más difícil el parto. El ternero es tan grande que los criadores programan cesáreas de forma rutinaria.

## La eficiencia económica

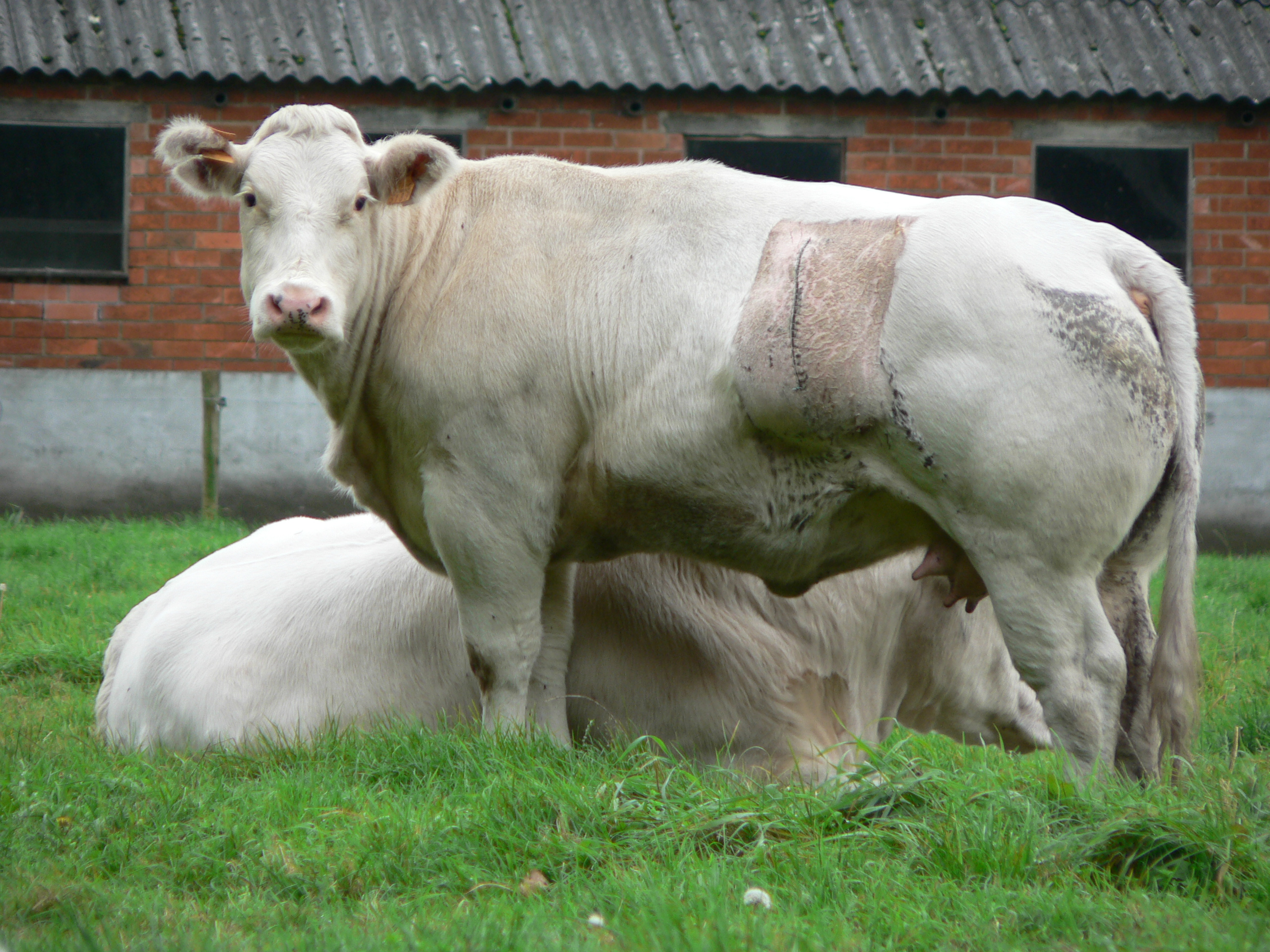
Hembra Belgian Blue con una marca de una cesárea

Las razones  económicas de la crianza de  reses azul belga no son concluyentes, debido a las complicaciones experimentadas durante el parto y la demanda metabólica de aumentar los alimentos concentrados. Sin embargo, el valor de la carne de animales de doble musculatura puede potenciarse debido al aumento de rendimiento centesimal, el contenido de la canal magra, y la mejora de algunos cortes que conducen a una mayor proporción de cortes de mayor valor.  El ritmo más lento la deposición de la grasa hace que el sacrificio se retrase en la mayoría de los casos, lo que significa un aumento en los costes de mantenimiento en esos animales. También hay problemas con el aumento de la necesidad de esta raza a tener cesáreas en sus  partos, lo que significa un aumento en el costo. Las reses azul belga requieren una gestión más especializada y no prosperan en ambientes hostiles. Por estas y otras razones, la eficiencia global de producción de la raza en un sentido económico aún no está claro.